# 28週後...
『28週後...』（にじゅうはっしゅうご、28 Weeks Later）は、2007年公開のイギリスのホラー映画。2002年に公開された映画『28日後...』の続編である。R-15指定。

## ストーリー
ドンと妻のアリスは、郊外のある老夫婦の家に他の生存者2名と隠れて生活していた。そんな時、一人の子供がドン達が避難している家に逃げ込んでくる。ドン達生存者は子供を保護するが、追ってきた感染者が家の中に侵入してしまう。ドンは感染者に襲われつつあるアリスを見捨て、一人で家から逃げ出してしまう。そして、ボートでただ一人感染者達から無事に逃れるのだった。
ウイルスの発生から15日後、英国本土の隔離措置が取られる。28日後、英国本土は壊滅し生き残った英国民は集団脱出。5週後、感染者が飢餓で死に絶える。11週後、アメリカ軍が主導するNATO各国の軍がロンドンへ。18週後、英国で感染の恐れがない事を確認。24週後、復興が始まる。
そして28週後、安全宣言が出されたロンドンでは先述の軍の下、封鎖された保護区域内の都市の復興が進んでいた。保護区域で暮らし始めたドンの元に修学旅行先のスペインから子供達のタミーとアンディが帰ってくる。ドンは子供達と無事に再会できたことを喜び、保護区域に得た新しい住居は見張らしも良く、部屋も立派な内装で子供達も大満足する一方、自分がアリスを見捨てて逃げてしまったことを隠して母が死んだことを子供達に伝える。
アリスの死を聞かされたタミーとアンディは、せめてもと母親の生前の写真を持ち帰る為に保護区域外の旧宅へと侵入する。そこで2人は逃げ延びていたアリスを発見する。そこへ2人の後を追ってきた兵士によって三人は保護される。軍による検査の結果、アリスは無症候性キャリアと判断される。ドンの嘘に怒りを露にする子供たち。更に感染を知らされていないドンはアリスの隔離されている部屋に忍び込み、見捨てて逃げたことを謝罪、キスを交わすがそれがもとで感染し、アリスを殺害してしまう。さらに基地の内外にウイルスを撒き散らしながら暴走する。軍隊による封じ込めは後手後手になり、隔離しようと集めた住民たちに瞬く間に感染が広がる。ロス少佐はアリスの免疫性が子供たちに遺伝している可能性を考慮して二人を保護するが、群集の混乱に巻き込まれてしまう。ストーン准将は感染者の選り分けは不可能と判断し、全住民の殺害「コード・レッド」を指示する。虐殺の最中、ドイル軍曹は離反し、ロス少佐と共にタミーとアンディを連れて街を出ようとする。
准将は市街地にナパーム弾を投下させるも封じ込めに失敗、感染者は街の外に溢れ出す。ドイル軍曹の一行は感染者と軍に追われながらフリンのヘリコプターに合流しようとするが、その途上、ドイル、ロスが死亡し、封じ込めから逃れてきたドンに襲撃され、アンディは感染してしまうが発症はしなかった。アンディには母の免疫性が遺伝していたのだ。タミーは途中で拾った銃でドンを射殺、2人は感染を隠したままフリンのヘリに乗り込み、海峡を渡る。
28日後、助けを求める無線の声が無人のヘリコプターのヘッドフォンから漏れて聞こえる。エッフェル塔を背景に、駆け回る感染者たち。感染は海峡を超え、ヨーロッパ本土へと広がりつつあった。

## キャスト
ドン / ドナルド・ハリス
演 - ロバート・カーライル、日本語吹替 - 家中宏
RAGEウイルスによって壊滅したイギリスを生き延びたハリス家の主。感染者から逃げる際、死の恐怖から妻であるアリスを見捨てて逃げてしまったことを強く悔やみ、罪悪感に苛まれている。
子供達と再会後、避難区域の統括官を勤める。妻の生存を知り、隔離部屋に忍び込み、妻に謝罪しキスをするが、その事が原因となり感染者と化してしまう。
ドン（感染者）
感染者と化したドン。感染直後、妻アリスを見捨てた罪悪感が激しい怒りに成り代わり、彼女の目を直視したくないという思いから妻を目潰しで殺害する。その後は警備をしていた軍人達や民間人を次々と殺害し、同時に感染を拡大させていき、第2のバイオハザードを引き起こす。更に避難部屋に侵入し、そこで息子アンディを発見して以降は、妻と同じヘテロクロミアの息子を、怒りに成り代わった罪悪感から執拗に追跡する。
米軍によるナパーム弾、毒ガス弾の攻撃をも乗り越え、物語の終盤、地下鉄でタミーとアンディを保護していたスカーレットに襲いかかり、ライフルを奪い銃床で撲殺する。その後、遂にアンディを追い詰め、襲いかかり噛み付くが、タミーの叫び声から妻の助けを求める声を思い出したことで隙が生まれ、涙ながらにタミーに射殺されたことで、ようやく罪悪感から解放された。
アンディを執拗に追跡する、物陰に隠れてナパーム弾による攻撃を回避する、暗闇を利用して奇襲を仕掛ける、武器を奪って攻撃する等、他の感染者よりも知性を感じさせる描写が多い他、妻を見捨てた際の記憶が幾度もフラッシュバックしている。
タミー・ハリス
演 - イモージェン・プーツ、日本語吹替 - 弓場沙織
ハリス家の長女。弟のアンディと共にスペインへ修学旅行に行っていたため、ウイルスの被害に遭わなかった。
弟や、軍人であるドイル、スカーレットと共に感染者や軍からの逃避行を行う。
地下鉄にて、彼女にとっての最大の脅威である感染者と化した父親と遭遇し、ロス少佐の遺品であるライフルで射殺した。その後は感染しながらも発症しない弟と共にフリンに保護され、ヘリコプターでイギリスから脱出する。
アンディ・ハリス
演 - マッキントッシュ・マグルトン、日本語吹替 - 亀井芳子
ハリス家の長男。母の遺伝で左目がグリーン、右目がブラウンのヘテロクロミアの持ち主。劇中、アンディとタミーの身勝手な行動が大惨事を引き起こす原因となってしまう。実は母と同じくウィルス免疫を持っていた。
パンデミック後は感染者と化した父親ドンに執拗に追跡され、地下鉄にて噛まれてしまうが免疫のため発症せず、タミー、フリンと共にイギリスから脱出する。
アリス・ハリス
演 - キャサリン・マコーマック、日本語吹替 - 日野由利加
ハリス家の母。感染者から逃げる際、ドンに見殺しにされてしまうが、ウィルス免疫を持っていたため28週間にも渡って生存しており、恐慌状態のところをタミーと再会し、軍に救出される。
その後、隔離部屋に拘束されていたが、忍び込んできたドンと再会し、キスを交わすがそれがパンデミックのきっかけとなってしまう。最後は感染者と化したドンによって、激しい怒りに成り代わった罪悪感から、目潰しをされて死亡。遺体はナパーム弾攻撃の巻き添えとなり焼き払われた。
ドイル軍曹
演 - ジェレミー・レナー、日本語吹替 - 横堀悦夫
米陸軍特殊部隊「デルタフォース」の狙撃手。射撃の天才で、劇中では、ほぼ1発で敵を仕留めている。
アンディら子供達を救いたいという思いから、身を呈して守ろうとする。
最後はタミー、アンディ、スカーレットが乗る車を押してエンジンを復活させ、背後から米軍の火炎放射器で焼殺された。
スカーレット・ロス少佐
演 - ローズ・バーン、日本語吹替 - 宮島依里
米陸軍の主席医務官。再発は無いと楽観視している将校たちのなかで、唯一再発を恐れている。
パンデミック後、タミー、アンディ、ドイルと共に行動し、地下鉄まで辿り着くが、背後から感染者と化したドンに奇襲された際にライフルを奪われ、ストックで撲殺された。感染者に襲われながらも感染せずに死亡した、数少ない人物。
ストーン准将
演 - イドリス・エルバ、日本語吹替 - 乃村健次
米陸軍の現地司令官。感染者・生存者問わずに殲滅する「コード・レッド」を発令した。
フリン
演 - ハロルド・ペリノー・ジュニア、日本語吹替 - 小森創介
米陸軍のヘリ操縦士。ドイルと仲がいい。ヘリの腕前は凄まじく、メインローターで地上の感染者達を切り裂いた。
最後はドイルが必死で守ったタミー、アンディの保護を引き受け、イギリスを脱出する。しかしアンディがウイルスキャリアであることに気づかなかったため、ヨーロッパの大陸側にウイルスを持ち込むことになってしまった。

## スタッフ
- 監督：ファン・カルロス・フレスナディージョ
- 脚本：ファン・カルロス・フレスナディージョ、ローワン・ジョフィ、ヘスス・オルモ、E・L・ラビニュ
- 製作総指揮：ダニー・ボイル、アレックス・ガーランド
- 製作：アンドリュー・マクドナルド、アロン・ライヒ、エンリケ・ロペス・ラビニュ
- 音楽：ジョン・マーフィ
- 撮影：エンリケ・シャディアック
- 編集：クリス・ギル
- 美術：マーク・ティルデスリー
- 衣装：ジェーン・ペトリ

SFXスタッフ
- 特殊メイク・デザイン：クリフ・ウォーレス
- 特殊メイク：スティーヴ・ペインター、他
- 特殊造形：アンディ・ガーナー
- 特殊効果監修：リチャード・コンウェイ
- 特殊効果コーディネーター：サム・コンウェイ
- 特殊効果：マーク・ホワイト、他

VFXスタッフ
- 視覚効果監修：ジョン・ディーツ、ティム・ウォルトン、パディ・イーソン、モルガン・フリオ、他
- 視覚効果プロデューサー：ティム・フィールド、他
- 視覚効果：ライジング・サン・ピクチャーズ、レインメーカー、アニマル・ロジック、リップシンク・ポスト、他
- CG監修：ジョン・ハーヴェイ、他
- CG：ベン・キャンベル、サム・オズボーン、ジェームズ・ニコール、他
- デジタル効果：ウェス・サージェント、ジェフ・ノース、他

## レイティング
暴力や流血描写が多用されているため各国でレイティングがなされている。
- アメリカ：R（for strong violence and gore, language and some sexuality/nudity.）
- イギリス：18
- 日本：R-15（前作『28日後...』はPG-12指定）
- 韓国：18
- 台湾：R-12
- 香港：IIB（18歳未満保護者同伴推奨）
- フィリピン：R-13
- マレーシア：18SG
- シンガポール：M18（カット版）、R21（ノーカット版）
- アルゼンチン：16
- カナダ：18A、16+（ケベック州のみ）
- フランス：-12
- ドイツ：18
- オーストラリア：MA（15禁）
- ニュージーランド：R18
- スイス：16
- ブラジル：18
- スウェーデン：15
- メキシコ：C（18禁）
- フィンランド：K-18
- ノルウェー：18
- チリ：14
- 南アフリカ共和国：18

## 制作

### 構想
前作の『28日後...』が世界的に成功したため、ダニー・ボイル、アレックス・ガーランド、アンドリュー・マクドナルドは続編を作ることにした。
2005年3月、ボイルはインタビューにおいて『サンシャイン 2057』で監督をしているので今回は監督をしないこと、内容は前作を継承するものだと答えた。後に「アメリカ陸軍の活動により安全宣言がなされ復興がおこなわれている」という設定が明かされた。監督には『10億分の1の男』のファン・カルロス・フレスナディージョを起用した。ファンはスペイン映画を撮っていたため、この映画が初めての英語作品である。
脚本は家族を中心にした物語に書きあげられた。

### キャスティング
2005年3月、ボイルはキャストの募集をすると発表した。これは前作に出演したキリアン・マーフィーとナオミ・ハリスが出られないためである。2006年8月23日、ジェレミー・レナーが主役の一人を演じることが発表された。また8月31日にはハロルド・ペリノー・Jrがアメリカ陸軍特殊作戦コマンドのパイロットを演じると発表された。

### 撮影
2006年9月1日、ロンドンで映画の撮影が始まった。ロンドンの主な撮影地はカナリー・ワーフ、チャリング・クロス、ハイド・パーク、ウェンブリー・スタジアム、ミレニアム・スタジアム、シャフツベリー・アベニューなどである。ほかにもドーバー海峡のホワイト・クリフ、パリのシャイヨ宮でも撮影が行われた。
映画は35ミリフィルムで撮影され、2006年11月末に撮影が終わった。アンディとタミーが逃げるシーンは早朝に撮影された。

## プロモーション
公開前の2007年4月13日、ホワイト・クリフに巨大なバイオハザードマークが投影された。
また、ロンドン中にragevirus.comのグラフィティが描かれた。しかし広告代理店がこのアドレスを押さえていなかったため、このアドレスを取得した人物に対して相当額を払って買い取った。
『28日後...』と『28週後...』の間を埋める物語がグラフィックノベル (28 Days Later: The Aftermath, ISBN 978-0-06-123676-1) で発表されている。

## 続編
2007年3月、ボイルは3作目を作る計画を明らかにした。2009年に28 Months Later（『28月後...』）を公開し、三部作にするという。舞台にはロシアを考えており、DVDの売れ行きが良ければ制作会社が発表するだろうとしていた。
2025年6月20日に『28年後...』が公開された。『28年後...』は三部作として構想されている。